# 비네그레트
비네그레트(프랑스어: vinaigrette)는 기름에 식초나 레몬 즙 등을 섞어 만드는 소스이다.

## 어원
비네그레트는 프랑스어 낱말 vinaigre의 지소사이다. 19세기 프렌치 드레싱으로 알려졌다.

## 변형
비네그레트에 달걀 노른자가 들어가면 마요네즈가 된다.